# Jamie Margolin
Jamie Margolin (Seattle, 10 dicembre 2001) è un'attivista statunitense dedita alla giustizia climatica. È una tra i cofondatori di Zero Hour, un'organizzazione per il clima, che conta più di 100 membri.

## Biografia
Nata il 10 dicembre 2001 e originaria di Seattle, nello Stato di Washington, ha studiato nella sua città natale. Ha dichiarato in un'intervista di aver compreso l'importanza dell'attivismo per il clima sin da piccola, quando a scuola le fu insegnato a riciclare vecchie lampadine. A 14 anni, si è proposta come volontaria nella campagna politica condotta da Hilary Clinton nello Stato di Washington, e vi ha partecipato concretamente, anche grazie al suo bilinguismo (lo spagnolo è la sua prima lingua, e la giovane attivista era l'unica a parlarla in quel contesto). Questa prima esperienza le ha permesso di avvicinarsi maggiormente alla sfera politica.  
“System change, we need system change. Capitalism is cashing out Earth without limit.”

"Un cambio di sistema, abbiamo bisogno di un cambio di sistema. Il capitalismo sta distruggendo la Terra senza freno."  

### Zero Hour
Dopo aver partecipato al programma "Junior Statesman of America", presso l'Università di Princeton ed aver appreso la notizia dell'uragano Maria, che ha colpito il Portorico nel 2017, ha organizzato una mobilitazione di massa, assieme a numerosi giovani studenti della facoltosa università. Nello stesso anno, alcuni incendi sono divampati nelle foreste canadesi: le conseguenze ambientali sono state immediatamente visibili a Seattle, dove l'aria è stata inquinata dai fumi. A seguito della frustrazione e dello sdegno causati dalle fallimentari politiche ambientali messe in atto, nell'estate del 2017 Jamie Margolin ha fondato Zero Hour, insieme ai suoi amici Nadia Nazar, Madelaine Tew e Zanagee Artis. A luglio, Zero Hour ha organizzato una marcia a Washington e ha chiesto al Congresso di non accettare denaro proveniente dalle grandi compagnie petrolifere. Al contempo, si sono tenute altre 25 marce in tutto il mondo.
Nel 2018, alcuni attivisti di Zero Hour si sono incontrati per la prima volta di persona, nella capitale degli Stati Uniti d'America. In questa occasione, Zero Hour ha iniziato a riflettere sulla possibilità di dare vita ad un movimento che controlli la corretta applicazione della giustizia climatica in seno alle politiche vigenti ed il rispetto del diritto dei più giovani di vivere in un ambiente non inquinato, sano e sostenibile.

### #Vote4OurFuture
Zero Hour, in collaborazione con la National Children's Campaign, ha dato il via al progetto #Vote4OurFuture, che tutela i 74 milioni di giovani sul suolo americano e li avvicina all'attivismo che parte dal basso, li rende consapevoli della politica del proprio Paese e sensibili sia al diritto che al dovere del voto. Lo scopo principale di #Vote4OurFuture è quello di ampliare il più possibile l'affluenza alle urne di quanti vogliano favorire e aiutare non solo i giovani, ma anche la comunità LGBTQ+, le persone diversamente abili, i più poveri e i cittadini di colore, per combattere razzismo, sessismo e l'ingiustizia climatica. La stessa Margolin ha enfatizzato sul fatto che la sola protesta non riesca a produrre effetti seri e a lungo termine. È quindi necessario, secondo la giovane attivista, un lavoro prima di tutto educativo. A questo proposito, nel febbraio 2020 Jamie Margolin è ritornata nella scuola media di Seattle che aveva frequentato qualche anno prima, per una conferenza rivolta agli studenti. Queste sono state le parole che ha rivolto ai ragazzi presenti: 
"I know this is unfair. I wish the future could be better than this. (...) I was sitting in your seats, not knowing what to do." 

"So che non è giusto. Spero che il futuro possa essere meglio di così (...) Ero seduta al vostro posto, senza sapere cosa fare."
Durante la pandemia causata dal COVID-19, è stato presentato in digitale il progetto Getting to the Roots of the Green New Deal, patrocinato da #Vote4OurFuture e dalla National Children's Campaign, per evidenziare la correlazione tra iniquità sociale e cambiamento climatico.

### Youth to Power: Your Voice and How to Use It
Nel giugno 2020, Jamie Margolin ha scritto un libro, dal titolo "Youth to Power: Your Voice and How to Use It", ossia "Giovani al Potere: La tua Voce e Come Usarla". Il volume si presenta come una guida al cambiamento, che riporta consigli su come organizzare eventi, manifestazioni di massa e proteste pacifiche, anche attraverso i social media. Sono presenti anche interventi di attivisti come Nupol Kiazolu, la presidente dell'organizzazione Black Lives Matter Greater NY. Nella prefazione al libro, l'attivista svedese Greta Thunberg ha riconosciuto il contributo di Jamie Margoline e di Zero Hour come la conferma di non essere da sola nella lotta contro il cambiamento climatico e le problematiche ambientali. 

### ART MAJORS
Jamie Margolin ha anche scritto e diretto il pilot di uno show televisivo in cui è protagonista, dal titolo "ART MAJORS", che tratta tematiche prettamente queer. ART MAJORS è la storia di tre ragazze non-cisgender divise tra l'amore e il sogno di apparire sul grande schermo. La stessa Margolin è parte della comunità LGBT, e si è detta entusiasta di poter finalmente rappresentare in uno show la sua identità di genere.